# Yttergundsjön
Yttergundsjön är en sjö i Örnsköldsviks kommun i Ångermanland och ingår i Moälvens huvudavrinningsområde. Sjön har en area på 0,323 kvadratkilometer och ligger 128 meter över havet.

## Delavrinningsområde
Yttergundsjön ingår i det delavrinningsområde (703696-164118) som SMHI kallar för Utloppet av Yttergundsjön. Medelhöjden är 193 meter över havet och ytan är 6,01 kvadratkilometer. Räknas de 4 avrinningsområdena uppströms in blir den ackumulerade arean 42,69 kvadratkilometer. Forsån som avvattnar avrinningsområdet har biflödesordning 2, vilket innebär att vattnet flödar genom totalt 2 vattendrag innan det når havet efter 40 kilometer. Avrinningsområdet består mestadels av skog (87 procent). Avrinningsområdet har 0,32 kvadratkilometer vattenytor vilket ger det en sjöprocent på 5,4 procent.